# El Sindicalista
El Sindicalista, va ser una publicació obrera quinzenal editada a Igualada entre els anys 1915 i 1916.

## Descripció
Portava el subtítol Periòdic Obrer.
L'editava la Unió Professional i la redacció i l'administració era al carrer del Vidre, núm. 26. S'imprimia al taller de Nicolau Poncell. Tenia quatre pàgines, a dues columnes. El primer número va tenir un format de 27 x 19 cm. i la resta 32 x 22 cm.
El primer número va sortir el 9 de juliol de 1915 i el darrer, l'11, l'1 d'abril de 1916.

## Continguts
Era una publicació que portava informació sobre el moviment obrer i el sindicalisme. En l'article del primer número titulat “A que venim i que volem” deien Venim, doncs, a fer obrerisme, venim a fer obrers de vritat, a manifestar a tots els trevalladors igualadins, sense distinció d'idees polítiques ni religioses, que poden contar amb nosaltres en tot lo que siga millorament de la classe trevalladora, en la reducció de jornada, en l'augment de salari, en tot lo que beneficiós siga pel proletariat.
Hi havia articles sobre conflictes laborals igualadins, notícies sobre el moviment obrer arreu del país i reflexions sobre el sindicalisme, el descans dominical, el salari, el comunisme, etc. Recomanaven als obrers d'adherir-se a la Unió Professional i comentava les activitats d'aquest sindicat.
Hi havia articles en català i en castellà i anaven signats amb pseudònims, com Carlos del Noya y Claro.

## Localització
- Biblioteca Central d'Igualada. Plaça de Cal Font. Igualada (col·lecció completa i relligada).